# 聶玠
聶玠，山西平陽府蒲州（今山西省永濟縣）人，清朝初年政治人物。

## 生平
崇禎十五年（1642年）舉壬午科山西鄉試，崇禎十六年（1643年），聯捷癸未科進士。
明亡仕清，順治年間，授江南南陵縣知縣。順治六年（1649年），改河南道試監察御史、淮揚巡按御史、湖北試監察御史、湖廣巡按御史。順治十年，改河南道監察御史、掌浙江道監察御史。順治十二年，授陝西巡按御史。順治十五年，任大理寺寺丞。